# Base antarctique SANAE
SANAE (South Africa National Antarctic Expeditions - Expéditions nationales de l'Afrique du Sud en Antarctique) est le nom de la base hivernale du programme de recherche scientifique sud-africain, sur la Terre de la Reine-Maud, en Antarctique. SANAE IV est le nom de la base actuelle, qui a ouvert en 1997 à environ 200 km au sud des trois anciennes stations sud-africaines, SANAE I (ouverte en 1962), II et III.
Les principales recherches qui y sont effectuées concernent les sciences physiques, de la vie, de la Terre ainsi que l'océanographie.